# Йелак
Йелак е име на местност в Шар планина в Северна Македония и на туристическата хижа, намираща се в местността.  
Хижата е изградена на северозападния склон на връх Церипашина, на 1840 m н.в., на границата на горския пояс. Намира се в Рудока, дял на Шар, и е един от изходните пунктове за изкачване на най-високия връх на Шар – Голем турчин (2747 m).
Построена е в 1953 година. Представлява стабилна двуетажна постройка с 30 легла и 6 стаи, трапезария, туристическа кухня и лавка. Отворена е целогодишно.

## Изходни пунктове
Разстоянието между курорта Попова шапка и хижата се изминава за около 1 час, има и камионен път. Разстоянието от село Шипковица (1100 m н.в.) – най-близкото до хижата място, до което има редовен транспорт, е около 2,30 – 3 часа ходене пеша по пътека, като маркировката почва от центъра на селото при джамията. Чешми има в центъра и в края на селото, по-нататък по пътеката до хижата няма водоизточници.

## Съседни туристически обекти
- Връх Голем Турчин (2747 m), около 5 часа.[3]
- Връх Церипашина (2525 m), около 2 часа.[3]